# Courgevaux
Courgevaux is een gemeente en plaats in het Zwitserse kanton Fribourg, en maakt deel uit van het district See/Lac.

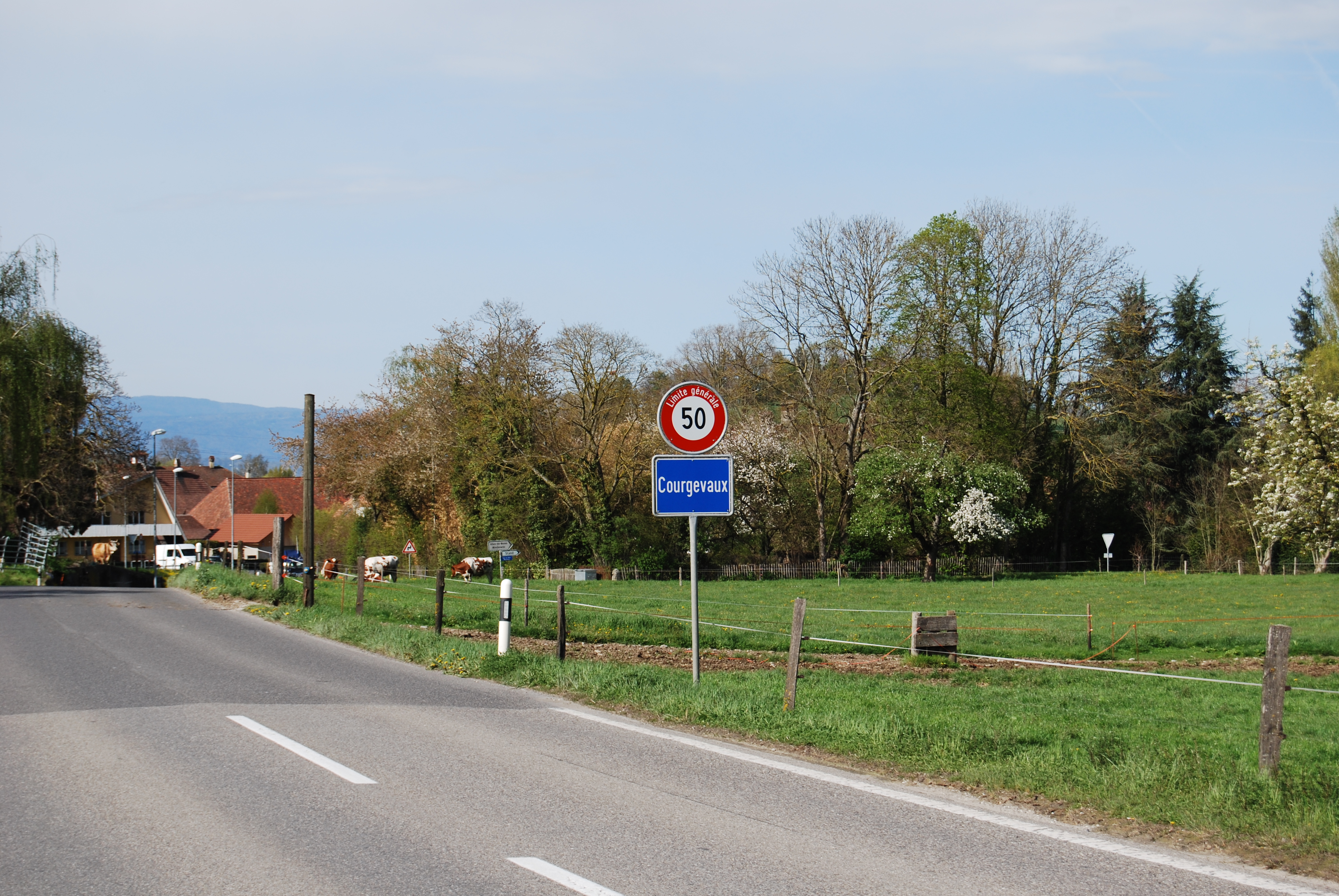
Courgevaux

Courgevaux telt 1097 inwoners.